# القاعده در عراق
سازمان قاعدةالجهاد در سرزمین بین‌النهرین (به عربی: تنظيم قاعدة الجهاد في بلاد الرافدين) معروف به القاعده عراق یا القاعده در عراق یکی از مهمترین گروه‌های شورشی بنیادگرای حاضر در عراق است که در بیشتر دنیا به عنوان گروهی تروریستی شناخته می‌شود. در حالیکه از زمان اشغال عراق این گروه در حال عملیات تروریستی و بمب‌گذاریهای پراکنده است، اما بیشتر از اینکه نیروهای آمریکایی را مورد هدف قرار دهند، نیروهای عراقی و همچنین غیر نظامیان این کشور را به قتل رسانده‌اند.
القاعده عراق در گذشته توسط ابومصعب الزرقاوی رهبری می‌شد. پس از کشته شدن زرقاوی در سال ۲۰۰۶ رهبری این سازمان احتمالاً برعهده ابوایوب المصری گذاشته شد. اما مصری هم در سال ۲۰۱۰ به همراه ابو عمر البغدادی دیگر رهبر بلندپایه سازمان در حمله نیروهای عراقی و آمریکایی جان باخت و پس از آن هنوز رهبر جدیدی برای سازمان مشخص نشده‌است. در حالی که مقامات عراقی اعلام کرده‌اند پس از قتل این دو نفر سازمان متلاشی شده و اعضای آن در حال فرار از عراق‌اند و فرماندهی القاعده نیز در دستوری تمامی اعضا را به خروج از عراق فراخوانده‌است.
این سازمان پیشتر با نام جماعت‌التوحید و الجهاد فعالیت می‌کرد و در اکتبر ۲۰۰۴ در اعلامیه‌ای رسمی اتحاد خود را با القاعده اعلام کرد.
گروه القاعده شاخه عراق مدعی است که رهبری بیش از ۱۲۰۰۰ مهاجم مسلح را بر عهده دارد.

## عملیات‌ها
تعدادی از مهمترین اقداماتی که قاعدةالجهاد سرزمین میان‌رودان مسئولیت آن‌ها را برعهده گرفته‌است:
- انفجار حرمین عسگرین در سامرا[۱۲]
- انفجارهای عاشورا در کربلا و نجف[۱۳]
- حمله به نمایندگی سازمان ملل متحد در بغداد و قتل سرجیو دی ملو نماینده برزیلی سازمان ملل متحد در این کشور.
- قتل محمدباقر حکیم رهبر مجلس اعلای انقلاب اسلامی در بمب‌گذاری انتحاری در نجف.
- گروگانگیری تعداد زیادی از سربازان و کارمندان آمریکایی و کشورهای عضو ائتلاف ضد ترور در عراق، سربازان و افسران پلیس عراق و پخش فیلم‌های ویدئویی گردن زدن آن‌ها توسط رهبران سازمان.[۱۴]
- انفجارها و ناامنی‌های مراسم‌های شیعیان و کشتار آنها[۱۱]

## اهداف
زرقاوی در نامه‌ای که در ژوئیه به ایمن الظواهری از رهبران قاعده الجهاد نوشت و برنامه گروه خود را در عراق در یک فرایند چهار مرحله‌ای تعریف کرد:
- بیرون‌راندن نیروهای آمریکایی و متحدانشان از عراق
- تأسیس دارالخلیفه اسلامی در این کشور
- گسترش جنگ علیه دشمنان اسلام در کشورهای همسایه عراق
- جنگ علیه اسرائیل

اگر چه مقر سازمان در عراق قرار دارد. اما اعضای این سازمان بمب‌گذاری‌های متعددی را در کشورهای دیگر نیز به انجام رسانده‌اند. انفجار شرم‌الشیخ در مصر یکی از خونبارترین آن‌ها بود.
زرقاوی فعالیت خود را در ابتدای سال ۲۰۰۴ با گروه کم‌تعدادی در حدود ۳۰ سرباز آغاز کرد، اما تعداد اعضای آن در سال ۲۰۰۵ بیش از ۱۰۰۰ نفر برآورد می‌شد
این سازمان در ژانویه ۲۰۰۶ شورای مجاهدین را به عنوان مجلسی برای اتحاد گروه‌های شورشی سنی در جنگ علیه اشغال‌گران و عراقیان شیعه و سکولار ایجاد کرد. با این‌حال خشونت بسیار شدید سازمان تحت رهبری زرقاوی مثل حمله علیه غیرنظامیان و ایدئولوژی به شدت بنیادگرایانه‌اش موجب ناکامی این طرح شد.